# آریل اتم
آریل اتم (Ariel Atom) خودرویی است انگلیسی که سقف تولید آن در سال کمتر از ۱۰۰ دستگاه می باشد. وزن آن در حالت طبیعی ۱٬۳۵۰ پوند (۶۱۲ کیلوگرم) است.